# Bølle-slægten
 Ikke at forveksle med Slægten Bølle.
Bølle (Vaccinium) er en slægt, der er udbredt med ca. 450 arter, som er udbredt over det meste af den nordlige halvkugle, men også på bjergene i det tropiske Asien, Mellem- og Sydamerika findes der arter, og der er sågar nogle få i Afrika og på Madagaskar. Det er buske eller små træer, hvoraf nogle er epifytter. De er stedsegrønne eller løvfældende med blade, som er helrandede eller takkede. Blomsterne sidder enkeltvis eller i stande ved bladhjørnerne eller i skudspidsen. De er som regel 5-tallige, men 4-tallige findes også. Kronbladene er sammenvoksede til en krukkeformet krone med små lapper eller tænder langs randen. Frugterne er runde bær med mange, små frø.
Følgende arter vokser vildt eller dyrkes i Danmark.
| Vildtvoksende danske arter |

- Almindelig tranebær (Vaccinium oxycoccos)
- Almindelig blåbær (Vaccinium myrtillus)
- Mosebølle (Vaccinium uliginosum)
- Tyttebær (Vaccinium vitis-idaea)

| Dyrkede arter |

- Storfrugtet blåbær (Vaccinium corymbosum)
- Storfrugtet tranebær (Vaccinium macrocarpon)

| Andre arter |

| - Vaccinium acrobracteatum - Vaccinium ambyandrum - Vaccinium angustifolium - Vaccinium arboreum - Vaccinium arctostaphylos - Vaccinium barandanum - Vaccinium boreale - Vaccinium bracteatum - Vaccinium caesariense - Vaccinium calycinum - Vaccinium cespitosum - Vaccinium chunii - Vaccinium ciliatum - Vaccinium consanguineum - Vaccinium coriaceum - Vaccinium cornigerum - Vaccinium corymbodendron - Vaccinium crassifolium - Vaccinium crenatum - Vaccinium cruentum - Vaccinium cyclopense - Vaccinium cylindraceum - Vaccinium darrowii - Vaccinium delavayi - Vaccinium deliciosum | - Vaccinium dentatum - Vaccinium dependens - Vaccinium dunalianum - Vaccinium elliottii - Vaccinium emarginatum - Vaccinium erythrocarpum - Vaccinium exul - Vaccinium fissiflorum - Vaccinium floribundum - Vaccinium formosum - Vaccinium fragile - Vaccinium fuscatum - Vaccinium glaucoalbum - Vaccinium griffithianum - Vaccinium hirsutum - Vaccinium hirtum - Vaccinium hooglandii - Vaccinium horizontale - Vaccinium koreanum - Vaccinium laurifolium - Vaccinium lucidum - Vaccinium membranaceum - Vaccinium meridionale - Vaccinium moupinense - Vaccinium myrsinites | - Vaccinium myrtilloides - Vaccinium myrtoides - Vaccinium neilgherrense - Vaccinium nummularia - Vaccinium oldhamii - Vaccinium ovalifolium - Vaccinium ovatum - Vaccinium padifolium - Vaccinium pallidum - Vaccinium parvifolium - Vaccinium phillyreoides - Vaccinium praestans - Vaccinium reticulatovenosum - Vaccinium reticulatum - Vaccinium retusum - Vaccinium scoparium - Vaccinium simulatum - Vaccinium smallii - Vaccinium sparsum - Vaccinium stamineum - Vaccinium tenellum - Vaccinium urceolatum - Vaccinium vacciniaceum - Vaccinium varingifolium - Vaccinium virgatum |